# Cristiane Cardoso
Cristiane Bezerra Cardoso (Rio de Janeiro, 31 de outubro de 1973) é uma escritora, apresentadora, supervisora, palestrante, diretora e autora brasileira.
Escreveu cinco livros: Melhor do que Comprar Sapatos; A Mulher V;  Casamento Blindado – O Seu Casamento à Prova de Divórcio; 120 Minutos Para Blindar Seu Casamento; Namoro Blindado - O Seu Relacionamento à Prova de Coração Partido e Casamento Blindado 2.0. os quatros últimos escritos em parceria com o marido.

## Biografia
Cristiane Cardoso nasceu na cidade do Rio de Janeiro em 31 de outubro de 1973. Filha de Edir Macedo, fundador da Igreja Universal do Reino de Deus (IURD) e proprietário da RecordTV, e da escritora Ester Bezerra. É casada com o bispo da Universal e apresentador da RecordTV, Renato Cardoso. 
Casou-se em 06 de julho de 1991, aos 17 anos de idade, com o primeiro namorado. Cristiane e Renato se conheceram em São Paulo, e duas semanas após o casamento, foram morar em Nova York, em trabalho evangelístico. O casal viveu na cidade durante dois anos.
Em 1998, ela e o marido adotaram Filipe Bezerra Cardoso, que tinha quatro anos de idade.

## Televisão
Desde 2011 apresenta aos sábados o programa The Love School, na RecordTV, notável na imprensa por ser o programa de menor audiência da emissora.
Em 2015, assumiu o cargo de supervisora de teledramaturgia da Record TV.
Em 2022, assina sua primeira novela como autora principal Reis, a partir da quarta temporada da trama.
Em 2024, estreiou na Record a série A Rainha da Pérsia.
Atualmente está escrevendo a série Paulo, o Apóstolo.

### Interferências
Sua gestão como supervisora de teledramaturgia da RecordTV desde 2015 é marcada pela demissão de autores renomados, como Lauro César Muniz, Carlos Lombardi e Marcílio Moraes, e substituição deles por autores iniciantes sob sua tutela, além da troca da dramaturgia contemporânea e com temas atuais para textos bíblicos e conservadores. Apesar disso, a maior parte destes autores promovidos por ela, como Emílio Boechat, Paula Richard, Vivian de Oliveira e Raphaela Castro, pediram demissão da emissora no decorrer dos anos, descontentes com a interferência frequente dela nos textos e até mesmo cenas regravadas sob sua ótica. Cristiane também foi acusada de ser a responsável pela saída da maioria dos atores de prestígio que estavam na emissora há mais de uma década, devido à restrição da dramaturgia ao único tema bíblico.
Em 2020, Gustavo Reiz foi escalado como autor de Gênesis, porém, em 8 de outubro de 2018, a colunista Patrícia Kogut divulgou no jornal O Globo que a novela havia sido adiada pela supervisão nos textos por Cristiane. Em 22 de fevereiro de 2019, Gustavo deixa o projeto após conflitos e diversas mudanças impostas pela por Cristiane Cardoso em seus textos e a falta de liberdade artística nas criações dos núcleos, decidindo abdicar ao trabalho e assinar com a Rede Globo. Apesar de deixar 50 capítulos escritos, Emílio solicitou que seu nome não constasse nos créditos da novela, alegando que não enxergava mais o texto que havia escrito após as interferências de Cristiane, que mudou completamente seu roteiro. Camilo Pellegrini, Raphaela Castro e Stephanie Ribeiro, que eram colaboradores, foram promovidos a autores principais e assumiram o projeto. 

## Trabalhos evangelísticos
Em 1993, o casal foi transferido para Miami, nos Estados Unidos, onde trabalhou por oito meses, até a abertura da nova sede da igreja, em Hialeah. Em 1994, viajaram à Cidade do Cabo, África do Sul, onde abriram uma nova igreja. O local cresceu e aos domingos pela manhã as reuniões contavam com cerca de duas mil pessoas.
Em 1995, abriram uma igreja na Inglaterra, em Brixton. Cristiane e Renato mudaram-se para Londres, onde demoraram seis meses só para encontrar um lugar que abrigaria a nova sede. Ao longo de quase sete anos, várias igrejas foram abertas nas cidades de Londres e Birmingham.
Em 2001, foram transferidos para a África do Sul, agora, como líderes, em Johanesburgo. Naquele momento, havia mais de cem IURDs por todo o país africano.
Em 2003, retornaram a Londres, onde Cristiane passou a escrever colunas semanais na sessão de mulheres das revistas, jornais e sites da Igreja Universal. No mesmo ano, passou a fazer um programa de rádio todas as semanas, o “Free Woman”, na Rádio Liberty, de Londres, e, mais tarde, essas mensagens transformaram-se em podcasts.
Em 2007, junto com três amigas, começou a apresentar um programa de TV ao vivo para mulheres, chamado “Coisas de Mulher”, na Rede Record Internacional, para as comunidades portuguesa e brasileira da Europa.
Em 2008, nova transferência para Houston, no Texas (EUA). E em fevereiro de 2010, a primeira igreja foi aberta ao lado de Southwest Freeway. Em seguida, abriram outras igrejas em San Antonio, Dallas e Katy.
Em 2011, Cristiane gravou uma música intitulada “Ah, Que Dia!”, tema da campanha Jejum de Daniel, da IURD.

### Godllywood
Foi em Houston que veio a inspiração para iniciar um trabalho voltado para as mulheres. O Godllywood é a união de três grupos: Pré-Sisterhood, Sisterhood e Mulher-V, que têm como alvo mulheres de diferentes idades, membros da IURD, que pretendem se tornar pessoas melhores em todos os aspectos.
O projeto nasceu de uma análise sobre os valores errôneos que a sociedade vem adquirindo por meio de Hollywood. Com esse pensamento, Cristiane fundou o grupo, no intuito de despertar as pessoas para o que, de fato, “é bom e saudável”.
Atualmente, o Godllywood está presente em muitas IURD’s do mundo. Inúmeras adolescentes, jovens e mulheres adultas têm se beneficiado dos desafios semanais, realizados pelo Facebook, Twitter e Instagram as que participam do grupo presencial –, que envolvem todas as áreas da vida da mulher moderna.
Em 2010 foi criada a primeira agenda do Sisterhood, para ajudar moças a se organizar melhor em seus afazeres diários, que incluem vida pessoal, familiar, escolar/profissional e espiritual. Foram vendidas todas as 20 mil agendas no Brasil. E, em 2011, foi criada uma versão similar em inglês. No mesmo ano, foi lançada no Brasil, na Feira Expo Cristã. A cada ano, uma nova agenda baseada no grupo é criada.

### Projeto Raabe
O projeto foi criado com o objetivo de dar apoio e valorizar o lar de mulheres que passam por violência doméstica e sexual. As sobreviventes, como são chamadas as vítimas, contam com a ajuda de voluntárias diversas, que já viveram esse drama e conseguiram superar, além de psicólogas e advogadas, que orientam e acolhem mulheres que chegam com o estado emocional abalado.

### Projeto T-Amar
Lançado em dezembro de 2012, o projeto tem a proposta de apoiar mães solteiras e adolescentes grávidas, por meio da ajuda espiritual, emocional e psicológica.

## Obras literárias
- Melhor do que Comprar Sapatos - em 2006, Cristiane reuniu todos os artigos escritos até então em uma compilação que resultou em sua primeira obra de autoajuda. O livro foi traduzido para português e tornou-se um best-seller no Brasil, pois descreve valores e aconselha sobre como lidar com as mais diversas questões interiores tão recorrentes na mulher. O livro está disponível em inglês, espanhol, português e russo.
- A Mulher V - outro best-seller, a obra, escrita em 2011 – com versões em inglês, francês e espanhol, além do audiobook –, é baseada no capítulo 31 do livro bíblico de Provérbios. Em 2012, Cristiane chegou a presentear a então presidente do Brasil Dilma Roussef com um exemplar, quando esta visitou as instalações da Record TV nas Olimpíadas de Londres.[33]
- Casamento Blindado – O Seu Casamento à Prova de Divórcio - escrito por Cristiane e Renato Cardoso, o livro, por várias semanas de 2012, desde o seu lançamento, esteve entre os mais vendidos do País na seção autoajuda, segundo o PublishNews[34], site especializado em mercado editorial. A obra, que orienta casais e solteiros sobre como proceder no relacionamento ou na futura união, dando dicas importantes sobre o comportamento a dois, surgiu do curso Casamento Blindado, também ministrado pelo casal.[35]
- 120 Minutos para Blindar Seu Casamento - escrito por Cristiane e Renato Cardoso, o livro traz conselhos do programa Minuto do Casamento, da Rede Record. O conteúdo do livro é similar ao do Casamento Blindado.
- Namoro Blindado – O Seu Relacionamento à Prova de Coração Partido - escrito por Cristiane e Renato Cardoso, é o manual para qualquer idade, da adolescência aos solteiros mais maduros, um livro de autoajuda sobre como viver o amor inteligente no século XXI.
- Diário do Amor Inteligente - O livro traz uma compilação de conselhos dados por Renato e Cristiane para os solteiros no livro Namoro Blindado, visando ensiná-los a tomarem decisões inteligentes na vida amorosa, independente da fase em que estejam no namoro.[36]
- Casamento Blindado 2.0 - Cinco anos depois, com ainda mais bagagem e lições que aprenderam com as histórias de milhares de pessoas que transformaram seus casamentos, Renato e Cristiane trazem uma nova edição deste manual único, totalmente atualizado e com valioso conteúdo inédito. Com dois novos capítulos, Casamento Blindado 2.0 apresenta novas estratégias que ajudarão você a fortalecer seu casamento e a lidar com as diversas situações que podem surgir ao longo da vida a dois.

### Revista
- Revista The Love School - Coordenada por Cristiane Cardoso, foi uma revista mensal, com foco nos casais, e seguindo a mesma linha editorial do programa The Love School, apresentado na Rede Record.[37]

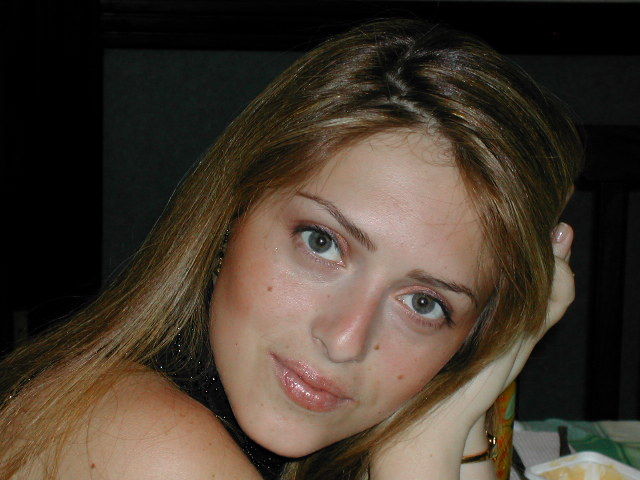
Cristiane Cardoso em 2005

| Ano  | Títulos                                                           |
| ---- | ----------------------------------------------------------------- |
| 2007 | Melhor que Comprar Sapatos                                        |
| 2011 | A mulher V                                                        |
| 2012 | Casamento Blindado – O Seu Casamento à Prova de Divórcio          |
| 2013 | 120 Minutos para blindar seu casamento                            |
| 2016 | Namoro Blindado – O Seu Relacionamento à Prova de Coração Partido |
| 2017 | Casamento Blindado 2.0                                            |
| 2018 | Diário do Amor Inteligente                                        |

## Programas de rádio e TV

### Programa The Love School
O programa The Love School – A Escola do Amor, no ar pela TV aberta desde 19 de novembro de 2011, é transmitido todos os sábados pela Rede Record, ao meio-dia. Cristiane e Renato Cardoso refletem situações e experiências vividas por eles, ao longo de mais 20 anos de casamento. O programa alcança péssimos índices de audiência para os padrões da RecordTV, perdendo por uma diferença de mais de 100% do SBT.

### Programa Coisas de Mulher
O programa independente, exibido na Record News, no Brasil, e para o mundo, pela Record Internacional, era voltado para mulheres e abordava assuntos diversos, que iam de comportamento a relacionamentos, dicas de saúde a atividades práticas para o dia a dia. Cristiane o apresentava ao lado de Nanda Bezerra, Rafa Castro e Zé Monteiro, sempre levando ao telespectador uma conversa descontraída, recheada de histórias e casos vividos pelas participantes e apresentadoras.
Após a saída de Cristiane, o programa passou a ser apresentado por Line Munhoz, Rafa Castro, Nanda Bezerra e Zé Monteiro até ser cancelado em seu terceiro ano.

### Free Woman
O programa de rádio semanal, exibido na Liberty Radio, de Londres, era voltado para mulheres e também abordava assuntos diversos, sempre baseado numa passagem bíblica. O programa durou um ano, mas todas as gravações tornaram-se podcasts, posteriormente.

## Filmografia

### Como apresentadora
| Ano           | Trabalho         | Função        |
| ------------- | ---------------- | ------------- |
| 2007–2009     | Coisas de Mulher | Apresentadora |
| 2011–presente | The Love School  | Apresentadora |

### Como autora
| Ano       | Trabalho                | Escalação           | Parceiros titulares                                 |
| --------- | ----------------------- | ------------------- | --------------------------------------------------- |
| 2017-2018 | Apocalipse              | Supervisão de texto | Vivian de Oliveira                                  |
| 2018      | Lia                     | Supervisão de texto | Paula Richard                                       |
| 2018-2019 | Jesus                   | Supervisão de texto | Paula Richard                                       |
| 2019      | Jezabel                 | Supervisão de texto | Cristianne Fridman                                  |
| 2019      | Topíssima               | Supervisão de texto | Cristianne Fridman                                  |
| 2019      | Amor Sem Igual          | Supervisão de texto | Cristianne Fridman                                  |
| 2021      | Gênesis                 | Supervisão de texto | Camilo Pelegrini, Rafaela Castro, Stephanie Ribeiro |
| 2022      | Todas as Garotas em Mim | Supervisão de texto | Stephanie Ribeiro                                   |
| 2022-2024 | Reis                    | Autora Principal    | Raphaela Castro                                     |
| 2024      | Até Onde Ela Vai        | Supervisão de texto | Raphaela Castro                                     |
| 2024      | A Rainha da Pérsia      | Autora Principal    |                                                     |
| 2025      | Paulo, o Apóstolo       | Autora Principal    |                                                     |